# حركة التجديد

شعار ما قبل الثورة التونسية

حركة التجديد هي التسمية التي اتخذها الحزب الشيوعي التونسي منذ أفريل/نيسان 1993، أي بعد انهيار الكتلة الشرقية. وذلك في محاولة منه للانفتاح على قوى وشخصيات غير شيوعية. إلا أن هذا التغيير دفع عددا من أعضاء الحزب إلى مغادرته. أما من حيث الهيئة القيادية فقد بقي على رأس حركة التجديد محمد حرمل الذي كان أمينا عاما للحزب الشيوعي. ولم يقع تعويضه إلا في مؤتمرها المنعقد سنة 2007 حيث تقلد أحمد إبراهيم منصب الأمين الأول .
- شاركت حركة التجديد في كل الانتخابات البرلمانية التي جرت في تونس سنوات 1994 و1999 و2004. وقد تحصلت على ثلاثة من المقاعد البرلمانية المخصصة لأحزاب المعارضة. كما تقدمت بمرشح لها في انتخابات 2004 الرئاسية هو محمد علي الحلواني، غير أنه لم يحصل حسب النتائج المعلنة إلا على نسبة دون الواحد بالمائة من عدد الأصوات. وفي الانتخابات الرئاسية التي جرت في 25 أكتوبر 2009 حصل مرشحه أحمد إبراهيم على نسبة: 1.5 بالمائة. وحصلت حركة التجديد على 22206 صوتا أي بنسبة 50ر0 بالمائة، وهو ما خول لها الحصول على مقعدين بمجلس النواب.
- تصدر حركة التجديد جريدة الطريق الجديد، التي يديرها عادل الشاوش. ومحمود لعروسي كسكريتير تحرير والصحافيان سفيان الشورابي وتوفيق العياشي.
- لونها الانتخابي هو الأزرق.
- تعمل حركة التجديد منذ مدة بالتنسيق مع حزبين يساريين غير معترف بهما وهما الحزب الاشتراكي اليساري وحزب العمل الوطني الديمقراطي، وقد أعلنت ثلاثتها في يوم 15 جوان/حزيران 2008 عن تدعيم التنسيق بينها من خلال المبادرة الوطنية من أجل الديمقراطية والتقدم التي أعلن أنها تهدف إلى تجميع القوى الديمقراطية والتقدمية في النضال من أجل الحريات العامة والمطالب الاجتماعية والسيادة الوطنية والدفاع عن مبادئ العدالة والمساواة.
- تعلن حركة التجديد أنها تناضل «من أجل تكريس الديمقراطية في تونس ومناهضة الاستبداد والدفاع عن اللائكية وتحقيق العدالة الاجتماعية».
- حركة التجديد هي حركة مفتوحة لكل مواطنة ومواطن يساند أهدافها ومبادئها الديمقراطية والتقدمية، وينتمي للحركة كل من يريد بانتسابه أن يساهم في تجسيد تلك الأهداف والمبادئ حسب إمكانياته وموقعه، ويكتسب العضوية بحصوله على موافقة الهياكل الحزبية، ويمكن أن يقبل عضوا في الحركة كل تونسي أو تونسية قد بلغ (ت) الثامنة عشرة من عمره (ا) وغير منسب (ة) إلى حزب آخر ويكون عضوا كامل العضوية ويحمل البطاقة الحزبية كل من:

1.	يوافق على البرنامج السياسي للحركة ونظامها الداخلي
2.	يسدد معلوم اشتراكه السنوي بصفة دورية
3.	ينضم إلى إحدى منظماته ويشارك في نشاطاتها

## وصلات خارجية
- الموقع الرسمي لحركة التجديد
- الموقع الرسمي للطريق الجديد (جريدة الحزب)